# Burkhard Tesdorpf
Burkhard Tesdorpf (* 6. Oktober 1962 in Bad Oldesloe) ist ein ehemaliger deutscher Vielseitigkeitsreiter, der 1984 Olympiadritter mit der Mannschaft wurde.
Tesdorpf gewann 1982 Team-Gold bei den Europameisterschaften der Jungen Reiter. 1984 gewann der für den Turnverein Deutsche Reitschule Rehagen reitende Tesdorpf auf Freedom den Titel bei den Deutschen Meisterschaften und wurde daraufhin in die Mannschaft für die Olympischen Spiele in Los Angeles berufen. Dort belegte er auf Freedom den 39. Platz. Die Mannschaft mit Claus Erhorn, Bettina Overesch, Dietmar Hogrefe und Burkhard Tesdorpf erhielt die Bronzemedaille hinter dem US-Team und den Briten.
Burkhard Tesdorpf studierte Betriebswirtschaftslehre.